# 小松孝英
小松孝英（日语：／ Komatsu Takahide，1979年—）是宮崎縣延岡市出身的當代藝術家。父親為綜合化學企業的研究員，因父親的調動而在宮崎縣、靜岡縣、岡山縣、福岡縣長大。現居宮崎縣宮崎市。自幼開始習畫，專門學校九州設計學院藝術學科畢業後，以藝術家的身份出道。20多歲開始參與日本及海外舉辦的個人展覽、聯展、藝術博覽會等。
代表性的創作主題為蝴蝶。創作從個人嗜好出發他（釣魚、採集昆蟲），以生活周遭的生態系統變化、里山為創作主题。作品曾在2010年第十屆聯合國生物多樣性公約締結會議（ COP10）展出，《外來種蝴蝶圖》獲聯合國生物多樣性公約秘書處紀念博物館收藏。
他曾為出生地延岡市的新市政大樓創作一幅長達10米的作品《延岡城跡蝴蝶群舞圖》，被納入公共收藏，作為建市80周年紀念。  2019年被任命為宮崎縣延岡市觀光大使。  2020年在「第35屆國民文化祭暨第20屆全國障礙者藝術文化祭在宮崎」擔任前驅計畫「南鄉大島博物馆」的總監，並在新冠疫情期間成功執行展出。 他也是日南市「飫肥 DENKEN WEEK」的總監。
他亦擔任2021年發表的紀錄片《鹽月桃甫》的編劇及導演，該紀錄片訪談了鹽月桃甫的家屬、台日相關研究者、當年的批評者，以及鹽月桃甫仍在世的台日學生。此片在日本的巡迴播映觸發人們對這位日治時期在台的宮崎畫家的重新評價。 他與他的日州紀錄片團隊目前正在製作以日本小說家中村地平為主角的紀錄片，中村地平為鹽月桃甫的學生，留下許多以台灣、原住民為背景的文學作品，該紀錄片預計 2024 年3月公開發表。 

## 主要展覽
- 2006 上海藝術博覽會（上海）
- 2007 日本新秀展/Caelum Gallry（纽约） [6]
- 2008, 2011 小松孝英個展, TEZUKAYAMA GALLERY（大阪） [7]
- 2009 小松孝英個展「coexistence」Galler 47（倫敦）
- 2010, 2011, 2015, 2017, 2019, 2021, 2022, 2023 東京藝術博覽會
- 2009 國際藝術博覽會（首爾）
- 2011~迄今 ART 台北/ART 台中/ART 台南/ART 高雄（台灣）
- 2011 小松孝英個展 Gallery Artelier（福岡市文化藝術復興財團主辦）
- 2011 小松孝英個展 2012, 2015, 2018 Fine Art Asia（香港）
- 2013, 2014, 2015, 2017, 2019, 2021, 2023 小松孝英個展，溝江畫廊（福岡、東京）
- 2013, 2016, 2017, 2018 Asia Contemporary Art Show（香港）
- 2013, 2014, 2015 Affordable Art Fair Singapore（新加坡）
- 2015, 2019 Affordable Art Fair Brussels（布魯塞爾）
- 2015 NEW CITY ART FAIR NY（紐約）
- 2015, 2017, 2018 Art Expo Malaysia Plus (吉隆坡)
- 2016 小松孝英個展「Homage to Korin」Fabrik Gallery（香港） [8]
- 2016 Japanese Contemporary Art Show 2016（馬尼拉）
- 2017, 2022 小松孝英個展 Masuda畫廊（福岡豐前） [9]
- 2017 ART STAGE JAKARTA 2017（雅加達）
- 2018 ART STAGE SINGAPORE 2018（新加坡）
- 2018 ART CENTRAL HONG KONG 2018（香港）
- 2019, 2020 SMBC信託銀行ART BRANCH（東京） [10]
- 2022 VOLTA BASEL 2022 (巴塞爾)
- 2022 POSITIONS Berlin Art Fair（柏林）
- 2023 小松孝英個展 Joint Art Management（盧塞恩）
- 2023 小松孝英個展 gallery G（廣島）

## 節目演出
- 「宮崎熱時間」（ NHK宫崎，2012年7月13日）
- 「美的脈動」（西日本電視台，2017年9月17日） [11]
- 「JNN九州・沖繩document Move」（RKB每日放送，2021年2月14日） [12]
- 「文件J」（BS-TBS ，2022年5月29日） [13]
- 「藝術飛馳 x 本木雅弘」（NHK綜合電視台，2022年11月6日） [14]
- 「美之壺」（NHK綜合電視台，2023年5月31日） [15]

## 外部連結
- 小松孝英網站 （页面存档备份，存于）
- 鹽月桃甫紀錄片官網 （页面存档备份，存于）